# Norman's Cove-Long Cove
Norman's Cove-Long Cove é uma pequena cidade localizada na província canadense de Terra Nova e Labrador. De acordo com o censo canadense de 2016, a cidade tinha uma população de 666 habitantes.